# غاسه
غاسه (بالإنجليزية: Gase)‏ هي منطقة سكنية تقع في الصين في أزمة التبت والصين. يقدر عدد سكانها بـ
- نسمة .